# معارضة علمية
المعارضة العلمية هي معارضة للإجماع العلمي. يمكن أن تكون الخلافات مفيدة في إيجاد مشاكل في الافتراضات الأساسية والمنهجيات والاستدلال، وكذلك لتوليد واختبار طرق جديدة لمعالجة المجهول. في العصر الحديث، مع تزايد دور العلم في المجتمع وتسييس العلم، اكتسب جانب جديد مكانة بارزة: آثار الاختلاف العلمي على السياسات العامة.
يختلف الاختلاف العلمي عن الإنكار، وهو رفض متعمد للإجماع العلمي لأسباب تجارية أو أيديولوجية.